# Adolph Christoph Adam von Normann
Adolph Christoph Adam von Normann (27. oktober 1747 på Lebbin, Rügen – 17. august 1821 på Vallø) var en dansk officer, bror til Gottlieb Philip Geritus Dietrich von Normann.
Han var søn af Jürgen Ernst von Normann (død 1727) til godset Lebbin på Rügen. Moderen var født von Oldenburg. Normann blev 1768 dansk sekondløjtnant à la suite ved Falsterske gevorbne Infanteriregiment, 1770 virkelig sekondløjtnant, 1778 premierløjtnant og samme år forsat til Fynske Infanteriregiment, 1781 kammerjunker, 1783 kaptajn, 1785 fik regimentet navn af Slesvigske Infanteriregiment. Han blev 1789 forsat til Jægerkorpset, blev 1798 major, 1803 land- og krigskommissær ved 1. sjællandske distrikt, samme år kammerherre, blev 1808 oberstløjtnant og fik 1815 afsked fra Hæren.
22. maj 1778 blev han naturaliseret som dansk adelsmand og 1817 blev han Ridder af Dannebrog. Han døde 17. august 1821 på Vallø.
Han blev gift 4. januar 1798 med Sophie A.N. von Brackel (1764 – 8. januar 1830 i Rendsborg).